# Worcester-Klasse (1771)
Die Worcester-Klasse war eine Klasse von drei 64-Kanonen-Linienschiffen 3. Ranges der britischen Marine, die von 1771 bis 1814 in Dienst stand.

## Einheiten
| Name                               | Bauwerft                        | Bestellung        | Kiellegung   | Stapellauf        | Indienststellung | Verbleib                                               |
| ---------------------------------- | ------------------------------- | ----------------- | ------------ | ----------------- | ---------------- | ------------------------------------------------------ |
| Worcester Worcester Hulk (ab 1788) | Portsmouth Dockyard, Portsmouth | 16. November 1765 | 6. Mai 1766  | 17. Oktober 1769  | 8. Januar 1771   | Hulk ab 1788, ab Dezember 1816 in Deptford abgebrochen |
| Stirling Castle                    | Chatham Dockyard, Chatham       | 12. Oktober 1768  | Oktober 1769 | 28. Juni 1775     | 17. März 1777    | Im Großen Hurrikan von 1780 gesunken                   |
| Lion                               | Plymouth Dockyard, Plymouth     | 12. Oktober 1768  | Mai 1769     | 3. September 1777 | Mai 1778         | Hulk ab 1814, im November 1837 zum Abbruch verkauft    |

## Technische Beschreibung
Die Klasse war als Batterieschiff mit zwei durchgehenden Geschützdecks konzipiert und hatte eine Länge von 48,46 Metern (Geschützdeck), eine Breite von 13,43 Metern und einen Tiefgang von 5,79 Metern. Sie waren Rahsegler mit drei Masten (Fockmast, Großmast und Kreuzmast). Der Rumpf schloss im Heckbereich mit einem Heckspiegel, in den Galerien integriert waren, die in die seitlich angebrachten Seitengalerien mündeten.
Die Besatzung hatte eine Stärke von 500 Mann. Die Bewaffnung der Klasse bestand aus 64 Kanonen.
|        | Unteres Batteriedeck | Oberes Batteriedeck | Backdeck      | Achterdeck     | Kanonen (Geschossgewicht) |
| ------ | -------------------- | ------------------- | ------------- | -------------- | ------------------------- |
| Design | 26 × 24-Pfünder      | 26 × 18-Pfünder     | 2 × 9-Pfünder | 10 × 9-Pfünder | 64 Kanonen (272,10 kg)    |